# Тимирязев (лунный кратер)
Кратер Тимирязев (лат. Timiryazev) — крупный древний ударный кратер в экваториальной области обратной стороны Луны. Название присвоено в честь русского естествоиспытателя Климента Аркадьевича Тимирязева (1843—1920) и утверждено Международным астрономическим союзом в 1970 г. Образование кратера относится к нектарскому периоду.

## Описание кратера

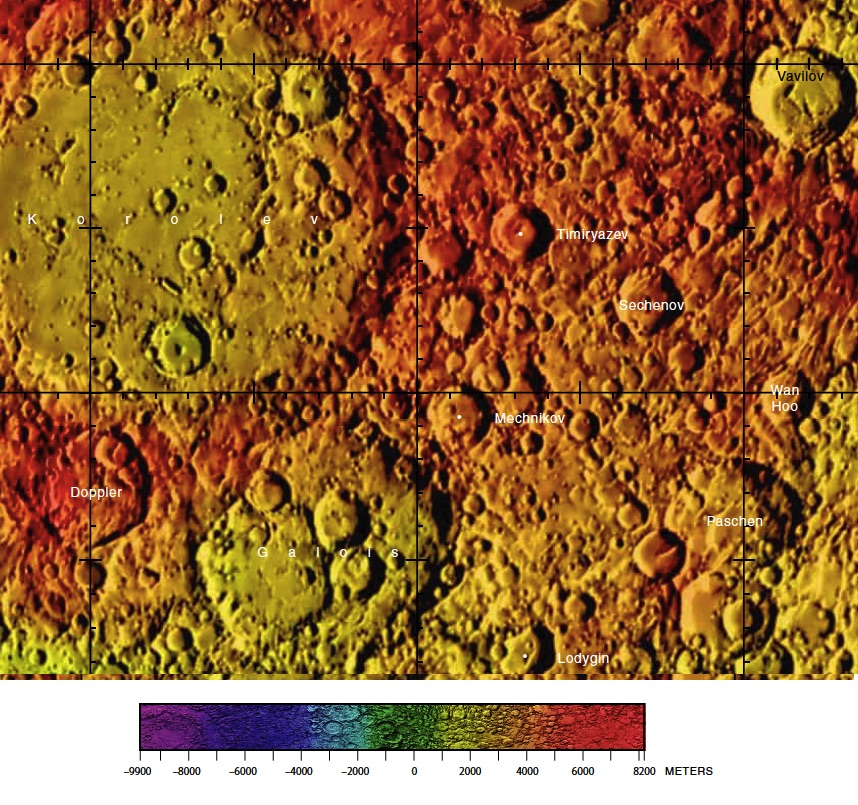
Окрестности кратера Тимирязев. Фрагмент карты обратной стороны Луны.

Ближайшими соседями кратера Тимирязев являются кратер Королёв на западе; кратер Кибальчич на севере; кратеры Вавилов и Герцшпрунг на востоке-северо-востоке; кратер Сеченов на востоке-юго-востоке и кратер Мечников на юге-юго-западе. Селенографические координаты центра кратера 5°05′ ю. ш. 147°09′ з. д. / 5,09° ю. ш. 147,15° з. д., диаметр 52,2 км, глубина 2,4 км
Кратер Тимирязев имеет близкую к циркулярной форму и умеренно разрушен.  Вал сглажен, южная и северная оконечности отмечены мелкими кратерами, к юго-западной части вала примыкает небольшой безымянный кратер. Внутренний склон с сглаженными остатками террасовидной структуры, в восточной части отмечен несколькими кратерами. В северо-западной части внутреннего склона располагается группа мелких кратеров окруженная породами с высоким альбедо. Высота вала над окружающей местностью достигает 1150 м, объем кратера составляет приблизительно 2300 км³. Дно чаши ровное, немного севернее центра чаши расположены несколько небольших холмов.

## Сателлитные кратеры
| Тимирязев | Координаты                                            | Диаметр, км |
| --------- | ----------------------------------------------------- | ----------- |
| B         | 1°58′ ю. ш. 145°56′ з. д. / 1,97° ю. ш. 145,94° з. д. | 22,0        |
| L         | 7°47′ ю. ш. 146°26′ з. д. / 7,78° ю. ш. 146,44° з. д. | 17,4        |
| P         | 7°30′ ю. ш. 148°04′ з. д. / 7,5° ю. ш. 148,07° з. д.  | 19,8        |
| S         | 5°38′ ю. ш. 149°31′ з. д. / 5,63° ю. ш. 149,51° з. д. | 51,4        |
| W         | 2°35′ ю. ш. 150°08′ з. д. / 2,58° ю. ш. 150,14° з. д. | 31,1        |

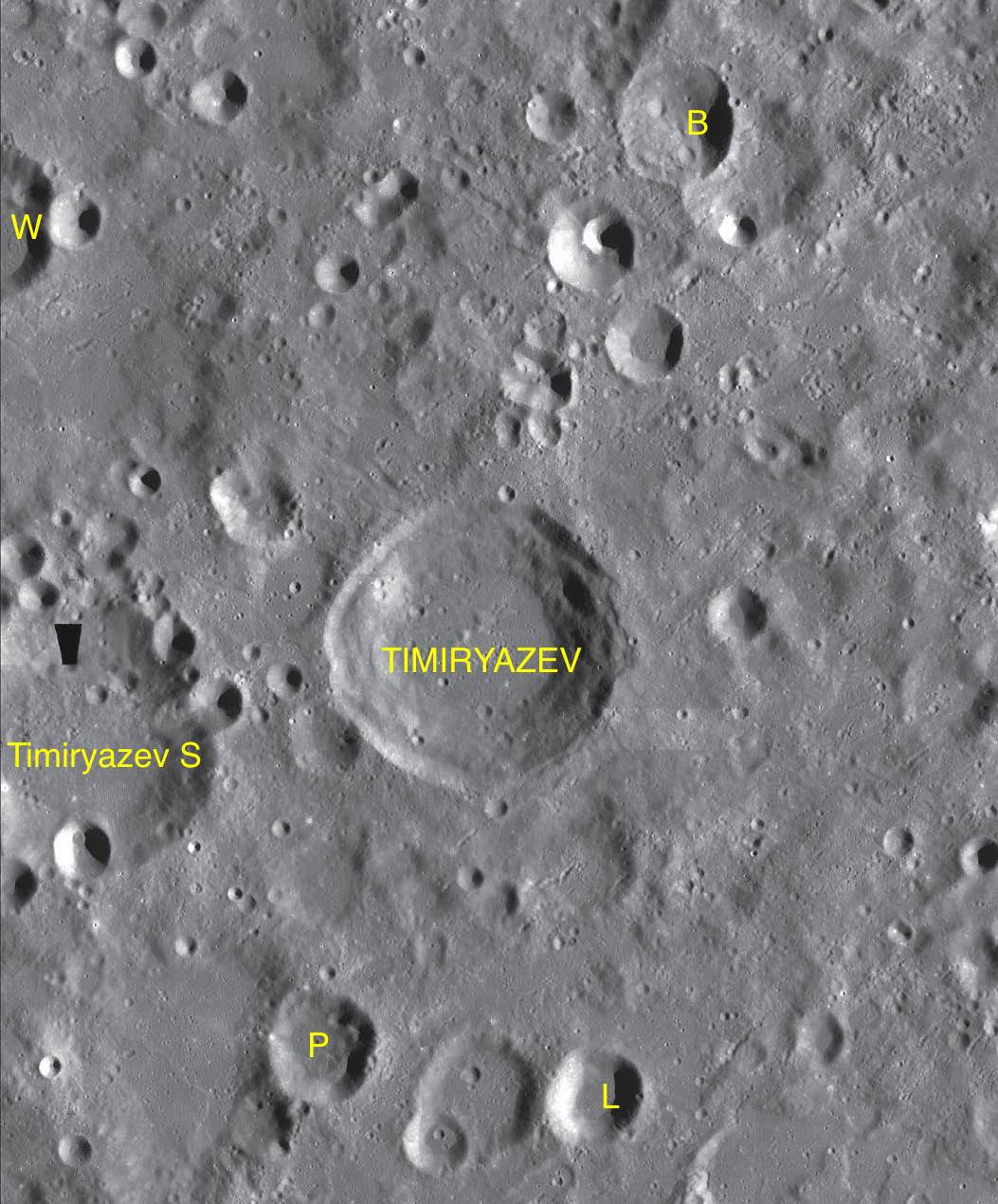
Фрагмент карты LAC-88.

- Образование сателлитных кратеров Тимирязев S и W относится к нектарскому периоду[1].